# 郭修甲
郭修甲（1915年10月20日—1981年），湖北省沔陽縣人，中華民國國軍上校，畢業於黃埔軍校第十三期，曾任陸軍新編第22師65團第二營營長（1943－1944），在國共內戰期間任第一兵團（鄭洞國部）少將參謀處長，後任陸軍專科學校第一任校長（1957－1958）。